# Polynormande 2012
La 33e édition de la Polynormande s'est déroulée le 29 juillet 2012. Inscrite au calendrier de l'UCI Europe Tour 2012 dans la catégorie 1.1, elle est la douzième épreuve de la Coupe de France 2012.

## Classement final
|    | Coureur             | Équipe                       |    | Temps           |
| -- | ------------------- | ---------------------------- | -- | --------------- |
| 1  | Tony Hurel          | Europcar                     | en | 3 h 39 min 29 s |
| 2  | Samuel Dumoulin     | Cofidis                      |    | m.t.            |
| 3  | Davy Commeyne       | Landbouwkrediet              |    | m.t.            |
| 4  | Sébastien Turgot    | Europcar                     |    | m.t.            |
| 5  | Sven Vandousselaere | Topsport Vlaanderen-Mercator |    | m.t.            |
| 6  | Mickaël Delage      | FDJ-BigMat                   |    | m.t.            |
| 7  | Benoît Jarrier      | Véranda Rideau-Super U       |    | m.t.            |
| 8  | Boris Zimine        | Roubaix Lille Métropole      |    | m.t.            |
| 9  | Pieter Jacobs       | Topsport Vlaanderen-Mercator |    | m.t.            |
| 10 | Cyrille Patoux      | VC Rouen 76                  |    | m.t.            |